# Humant koriongonadotropin

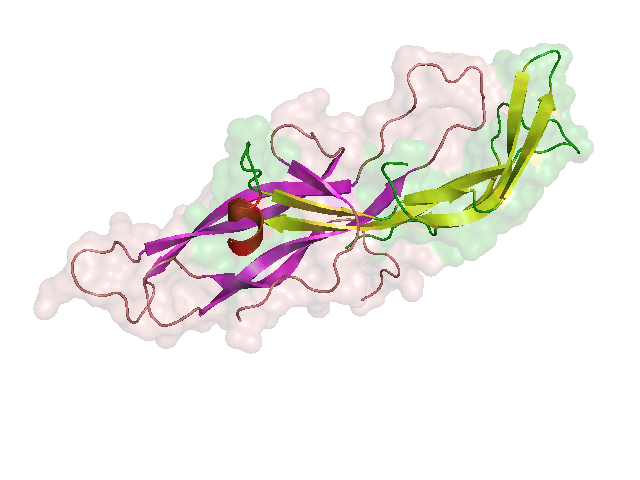
Den molekylära strukturen på humant koriongonadotropin.

Koriongonadotropin eller humant koriongonadotropin (hCG), i läkemedelsform kallad Pregnyl, är ett hormon som produceras av moderkakan (placentan) som bildas när en befruktning och efterföljande implantation i livmodern har skett. Hormonet har som funktion att stimulera gulkroppen i äggstocken som producerar progesteron som i sin tur trycker ned menstruationscykeln så att graviditeten kan fortlöpa. hCG insöndras i blodet och utsöndras via urinen och kan användas i graviditetstest och kan även upptäcka ektopisk graviditet. Vissa tumörer utsöndrar hCG så det kan användas som tumörmarkör hos icke-gravida. Hormonet används även för att stimulera äggstockarna vid behandling av infertilitet. hCG klassas av WADA som dopingpreparat.
Namnet humant koriongonadotropin kan delas upp i komponenterna humant (mänskligt), korion (en fosterhinna som omger embryot), gonad (könskörtel), och tropin (hormonfrisättande hormon).[källa behövs]

## Struktur
Humant koriongonadotropin är ett glykoprotein bestående av 237 aminosyror med en molekylmassa på 36,7 kDa.
hCG består av två subenheter: en alfa-subenhet och en beta-subenhet. Alfa-subenheten är identisk hos hormonerna hCG, luteiniserande hormon (LH), follikelstimulerande hormon (FSH) och tyreoideastimulerande hormon (TSH).